# هيروهيكو أراكي
هيروهيكو أراكي (باليابانية: 荒木 飛呂彦) (بالروماجي: Hirohiko Araki) من مواليد 7 يونيو 1960 في سنداي، مياغي، اليابان، وهو مؤلف قصص مصورة ياباني بدأ نشاطه في سنة 1980. أشتهر أراكي بالسلسلة التي صنعها وهي مغامرات جوجو العجيبة والتي تم نشرها للمرة الأولى في شونن جمب الأسبوعية والتي باعت أكثر من 100 مليون نسخة في اليابان وحدها.

## روابط خارجية
- هيروهيكو أراكي على موقع IMDb (الإنجليزية)
- هيروهيكو أراكي على موقع روتن توميتوز (الإنجليزية)
- هيروهيكو أراكي على موقع ميوزك برينز (الإنجليزية)
- هيروهيكو أراكي على موقع قاعدة بيانات الفيلم (الإنجليزية)
- هيروهيكو أراكي على موقع كينوبويسك (الروسية)
- هيروهيكو أراكي على موقع ANN person (الإنجليزية)